# Jean Moxhet
Pour les articles homonymes, voir Moxhet.
Jean Moxhet, né le 20 septembre 1932 à Seraing en Belgique et mort le 22 novembre 2010, est un coureur cycliste belge, professionnel de 1955 à 1960.

## Palmarès
- 1952
  - 2e du Tour de la province de Namur
- 1953
  - 3e étape du Tour de Belgique indépendants
  - 2e du  Grote Lenteprijs-Hannuit-indépendans
- 1956
  - 3e de Bruxelles-Charleroi-Bruxelles
- 1957
  - 3e de Bruxelles-Charleroi-Bruxelles
- 1958 
  - 3e du Grand Prix de la Famenne
- 1959
  - 3e de Gênes-Nice

## Résultats sur les grands tours

### Tour d'Italie
- 1957 : abandon